# غابور بوري
غابور بوري (بالمجرية: Bori Gábor)‏ هو لاعب كرة قدم مجري في مركز نصف الجناح، ولد في 16 يناير 1984 في زومباثلي في المجر. شارك مع منتخب المجر لكرة القدم. أما مع النوادي، فقد لعب مع ليستر سيتي ونادي أويبست ونادي باكسي ونادي بودابست ونادي ديوسجوري ونادي فاساس ونادي فولندام ونادي كيكسكيميت.

## وصلات خارجية
- غابور بوري على موقع قاعدة بيانات كرة القدم.إي يو (الإنجليزية)
- غابور بوري على موقع ناشيونال فوتبول تيمز (الإنجليزية)
- غابور بوري على موقع Soccerbase.com (لاعب) (الإنجليزية)
- غابور بوري على موقع Soccerway.com (الإنجليزية)